# Omar Longart
Omar José Longart Rondón (né le 18 mai 1991 à El Tigre) est un athlète vénézuélien, spécialiste du 400 m et du relais.
Il participe en tant que finaliste aux Jeux olympiques de Londres pour le relais 4 x 400 m. Il détient le record national de ce relais depuis les Jeux panaméricains de 2011 à Guadalajara. Il remporte le titre du 400 m lors des Championnats d'Amérique du Sud d'athlétisme espoirs 2010. Son meilleur temps est de 46 s 09.